# Jakt

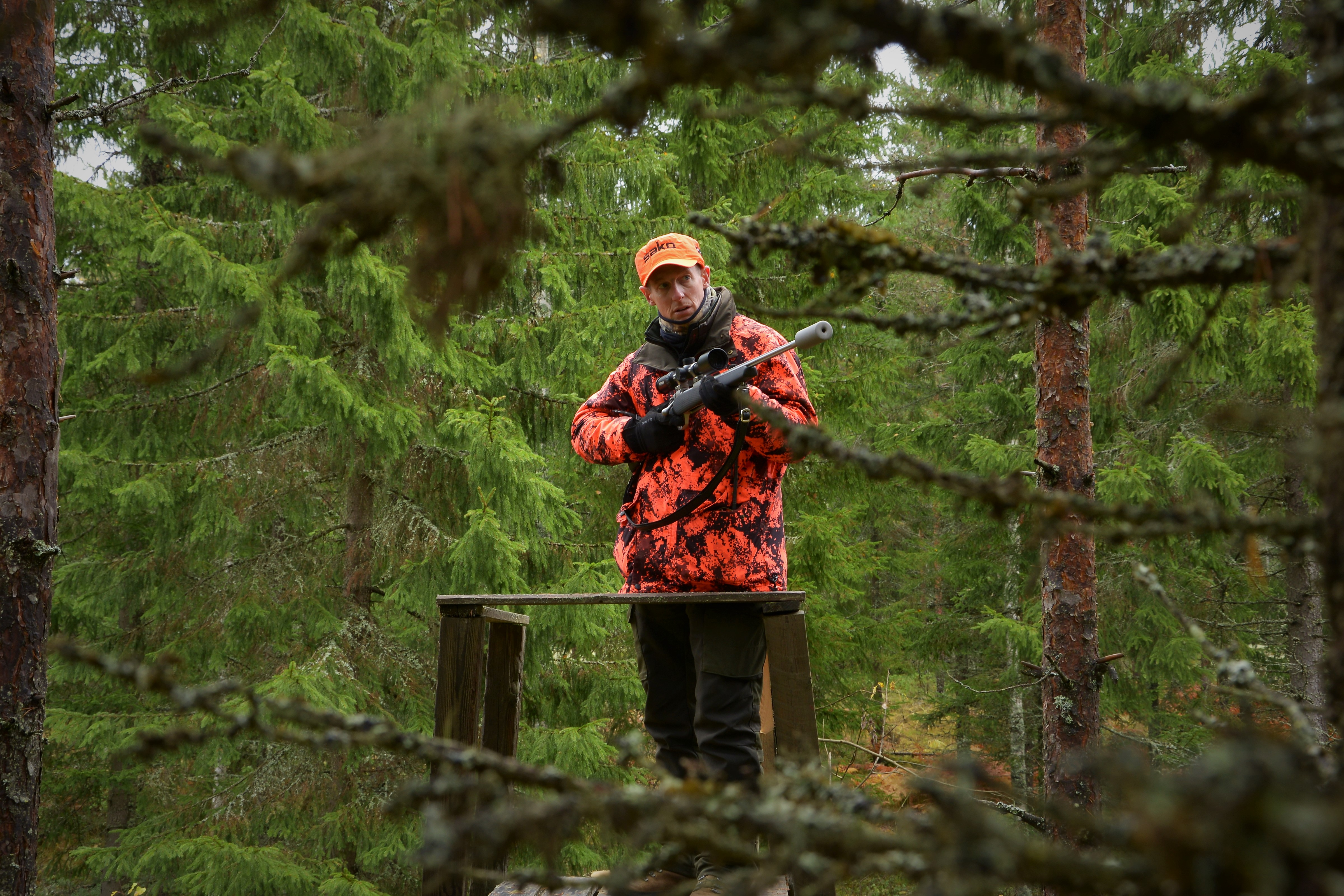
Jägare met repetergevär och ljuddämpare vid en drevjakt i Finland

Jakt avses sökning, infångning eller dödande av vilda däggdjur eller fåglar. Det inkluderar även att göra ingrepp i fåglarnas bon och att ta eller förstöra deras ägg.
Avsikten med jakt är varierande  – för att få föda, rekreation, päls och läderprodukter, troféer eller för att förebygga skadedjurs skador och olägenheter på grödor, djur och annan egendom, även för att motverka negativ påverkan av främmande arter, samt hindra smittspridning. Även påverkan på fåglars bon och reden samt fångst för till exempel märkning betraktas som jakt. Vanligtvis avses jakt i enlighet med rådande jaktlagar, i motsats till tjuvjakt, som är förföljande och dödande av djur utanför lagens råmärken.

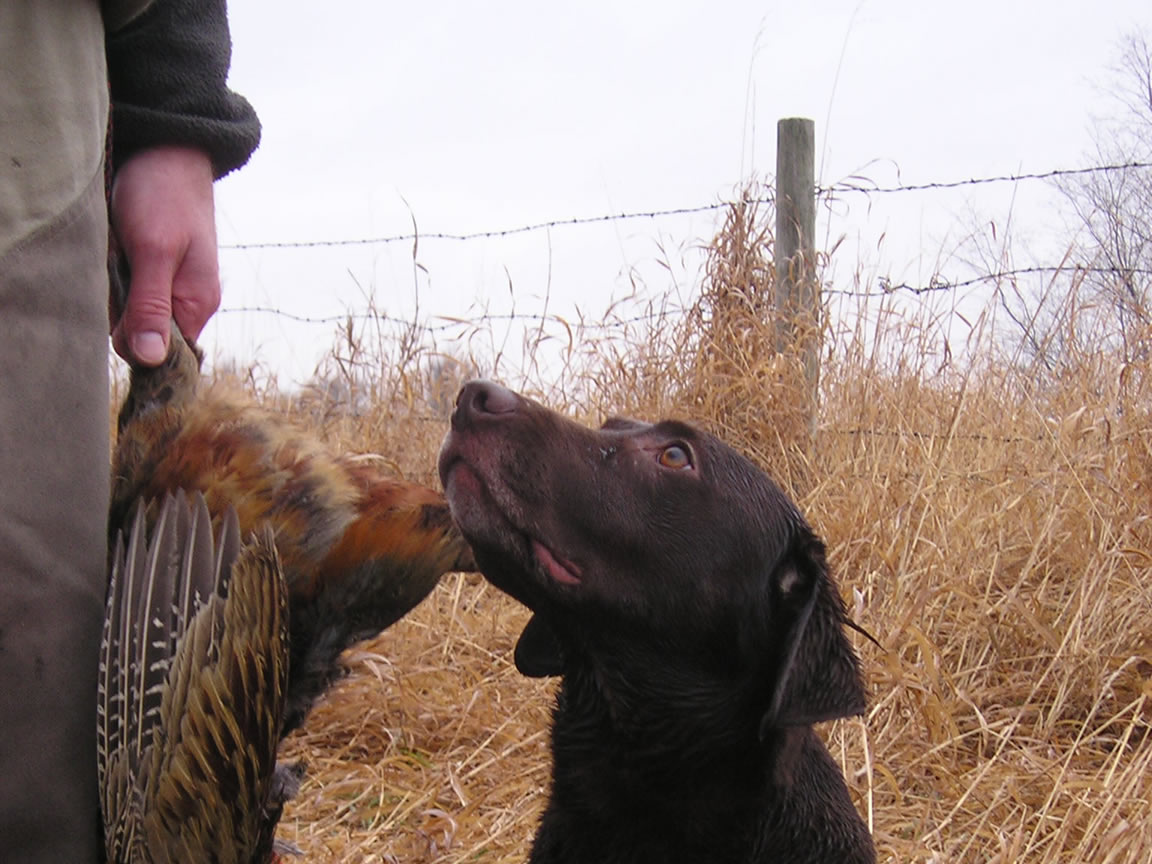
Jägare med hund i samband med fågeljakt

## Jaktformer

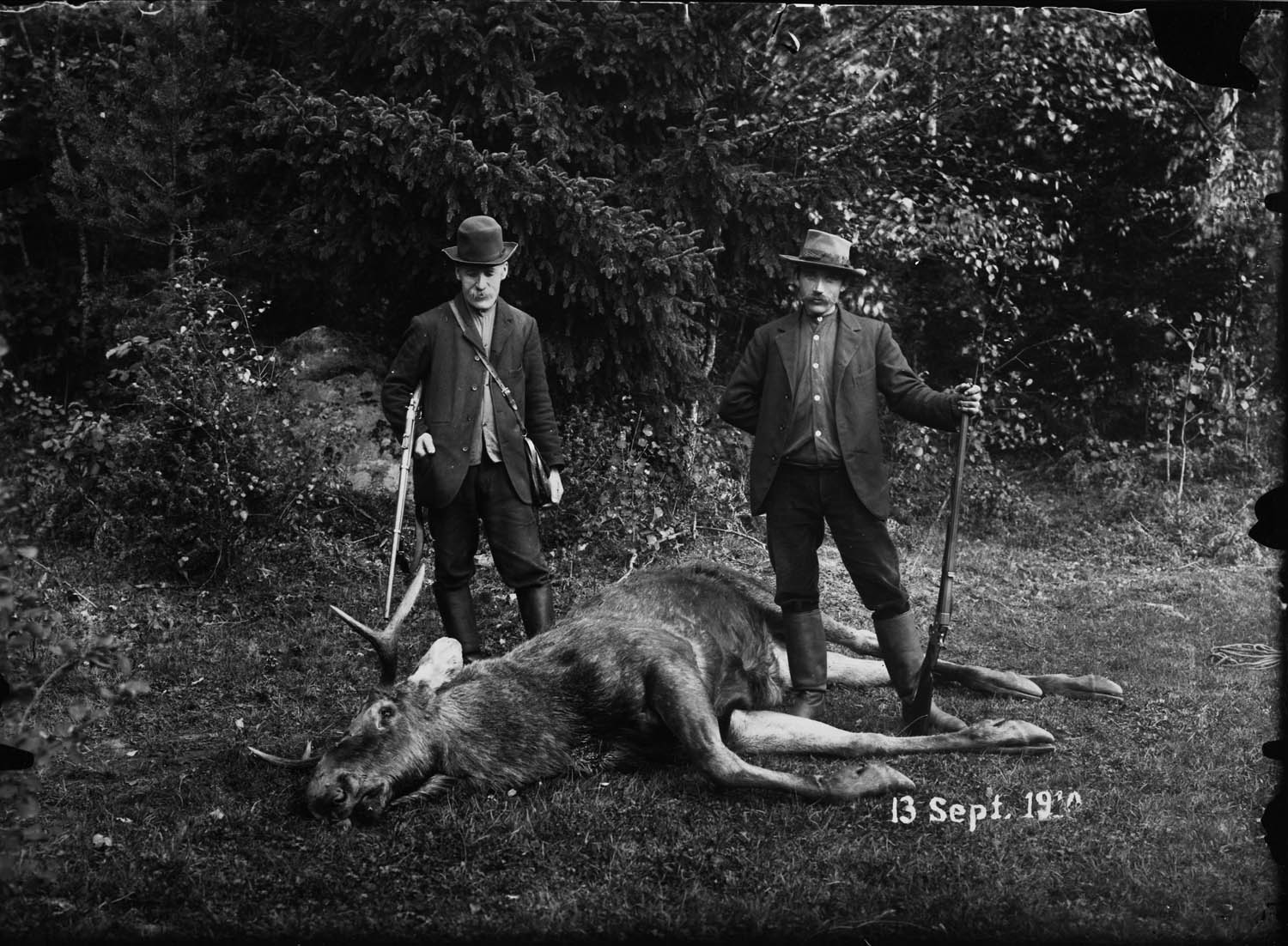
Två jägare vid en skjuten älg, i Södermanland 1910.

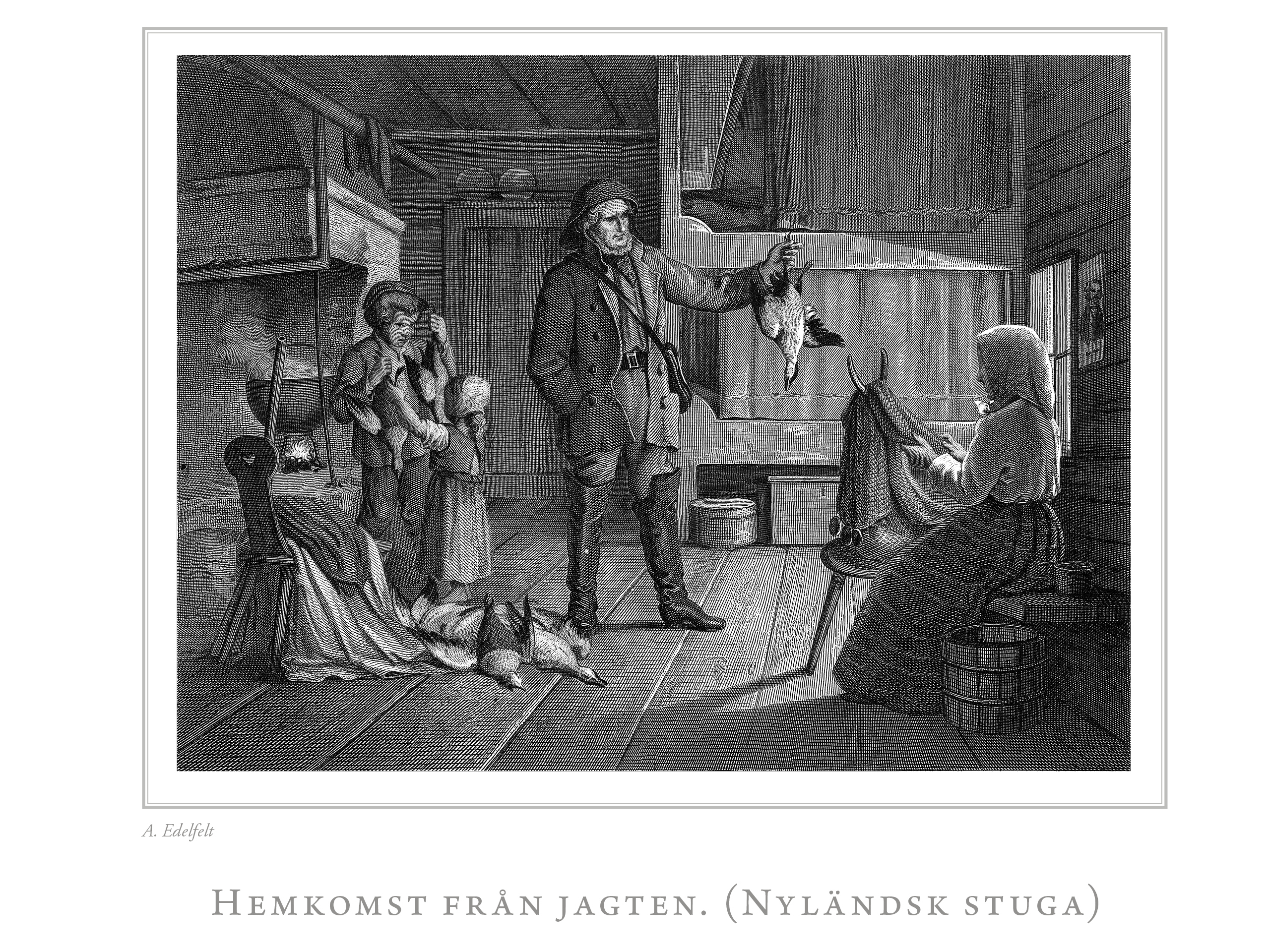
Jägare med byte från fågeljakt i Nyland på 1800-talet, från En resa i Finland.

I Sverige bedrivs flera olika typer av jakt. Val av jaktform beror på vilket vilt som skall jagas och i vilket syfte jakten bedrivs. Vanligt förekommande jaktformer är nattkvist, drevjakt, jaktregale, björnjakt, småviltjakt, älgjakt, vargjakt, skyddsjakt samt grytjakt.

## Historia
Ursprungligen drevs jakten av fångstmän i syfte att förse människan med mat och material till kläder och skor. I jägar- och samlarkulturer varierar jaktmetoderna stort beroende på terräng, bytesdjur, samt teknologiska och kulturella faktorer. Jaktvapnen sträcker sig från relativt enkla som käppar och stenar till mer specialiserade som till exempel bumerang och blåsrör. Hundar tränades sannolikt för jakt under neolitisk tid; hästen började användas till jakt under andra årtusendet f.Kr. När jordbruket utvecklades började man även jaga för att skydda sina grödor och hjordar.
I det forna Egypten professionaliserades jakten och blev till ett nöje för aristokratin. Jägare följde med aristokratin när denna nöjesjagade; de drev även in djur i reservat för nöjesjakt. Även bland babylonierna, assyrierna och senare grekerna hade jakten en hög status. Jakt med falk och hök bedrevs av assyrierna före 700 f.Kr. Bland romarna hade jakten dock en lägre status och bedrevs av de lägre samhällsklasserna och yrkesjägare.
Där folk jagade för köttet och material försökte man fälla så många byten som möjligt med så liten ansträngning som möjligt, men i samband med nöjesjakten utvecklades en uppförandekod. I samband med nöjesjakt begränsade man sig på olika sätt för att ge bytet en chans att komma undan och minska bytets lidande. I uppförandekoden ingick att spåra och avliva skadat vilt och att inte vänta på bytet vid vattenhål eller saltstenar. När gevär började användas som jaktvapen kunde jägarna döda många fler djur mycket snabbare än tidigare. Med tiden utvecklades i de flesta länder lagar eller oskrivna regler som förbjöd jakt med alltför effektiva eldvapen som till exempel repetergevär.